# 13914 Galegant
13914 Galegant è un asteroide della fascia principale. Scoperto nel 1980, presenta un'orbita caratterizzata da un semiasse maggiore pari a 2,5792262 UA e da un'eccentricità di 0,2690035, inclinata di 13,49133° rispetto all'eclittica.
L'asteroide è dedicato all'astronomo amatoriale statunitense Gale Gant.